# 中井光義
中井 光義（なかい みつよし、1989年〈昭和64年〉1月2日 - ）は、日本の男性総合格闘家、プロレスラー。東京都新宿区出身。今成柔術所属。秀明英光高等学校ボクシング部出身。ブラジリアン柔術茶帯。BIG3トータル600kgを超える怪力の持ち主。パーソナルジム、ミッツフィットオーナー。父は「キン肉マン」で知られるゆでたまごの作画担当・中井義則。

## 来歴
小学1年生のときに父親に全日本プロレスの興行に連れて行かれ、その際の外国人レスラーとのふれあいが契機で格闘家の道を志す。中学よりボクシングを始め、高校時代には埼玉県大会で優勝を果たした。
17歳の時にキックボクシング修行のため、単身タイ王国へ渡航したほか、ブラジリアン柔術（紫帯）、総合格闘技など数々の大会に出場。アマチュア大会で数多くの入賞歴がある。プロ総合格闘技は2007年6月の「ZST.13」で、デビュー。怪我で試合ができない時期はタレント養成所へ入学経験がある。このとき、お笑い芸人「なまたまご」としても活動し、TBS系列「あらびき団」への出演経験もある。しかし自身のnoteで芸人をやっていたことを否定。「ゲスト出演」とのこと。またエンターテインメント色の強い団体にあがるためだったと語っている。
当初は「ゆでたまごの中井の息子」であることを隠して選手活動を行っていたが、あるときそれが表に出てしまい試合の主催者が宣伝に利用したところ、観客から大ブーイングを受けたこともあるという。
2013年9月29日、パンクラス横浜文化体育館大会にて近藤有己とエキシビションマッチを行なった。この時のリングアナはタレントの草刈紅蘭。
2014年1月26日DDT後楽園ホール大会にてハードヒットへの参戦を表明。プロレス初参戦。この時、佐藤光留が「ちょっぴり変態」と紹介したため会場から変態コールがあがった。
2014年7月5日、プロレスリング・ノアの有明コロシアム大会リング上にて入団発表を行った。しかし頸椎ヘルニアの影響によりノアでのデビューが遅れ、2015年2月25日には「MMAへの気持ちが強くなり、両立は難しい」ことを理由に同団体退団が発表された。
2017年1月、イノキ・ゲノム・フェデレーション（IGF）が開催するNEWへのレギュラー参戦が発表され、4月5日、後楽園大会で船木誠勝と対戦。プロレスは約3年ぶり。IGFは2年ぶりの参戦となる。
2019年　プロレスや寝技の大会にコンスタントに出場。1月よりプロレス団体闘真にレギュラー参戦、不動力也とベルトをかけた抗争。2月22日　NEWAZAMANIAに出場、REDA MEBTOUGHEと対戦。今成正和主催のIREの無差別級にエントリーし準決勝で岩本健太に延長で敗れる。

## 戦績

### プロ総合格闘技
| 総合格闘技 戦績 | 総合格闘技 戦績 | 総合格闘技 戦績 | 総合格闘技 戦績 | 総合格闘技 戦績 | 総合格闘技 戦績 | 総合格闘技 戦績 |
| --------------- | --------------- | --------------- | --------------- | --------------- | --------------- | --------------- |
| 8 試合          | (T)KO           | 一本            | 判定            | その他          | 引き分け        | 無効試合        |
| 1 勝            | 0               | 1               | 0               | 0               | 0               | 1               |
| 6 敗            | 3               | 3               | 0               | 0               | 0               | 1               |